# Petrópolis Esporte Clube
O Petrópolis Esporte Clube foi um clube de futebol de salão da cidade de Petrópolis, do estado do Rio de Janeiro.
De 2005 até 2012 usou  na Liga Nacional de Futsal o nome de  Poker/Petrópolis/Ikinha, em parceria com a marca esportiva Poker.
Clube que foi criado em 2001 e teve encerramento em 2012 contou com a passagem de vários atletas de alto nível do futsal brasileiro como por exemplo ( Lenisio , Vander Carioca , Mancha , Andrey , Café , Renan , André Deko , Xande e etc. ) 
Petrópolis Esporte Clube conquistou vários campeonatos cariocas e estadual.
Foi vice campeão da taça Brasil 2007 ( série especial ) em Teresópolis e campeão da taça Brasil 2011 ( 1ª divisão ) .

## História
Em dezembro de 2001, um grupo de amigos resolveu fundar um clube que fosse voltado à formação de equipes de alto rendimento na cidade de Petrópolis, visto que os clubes e academias da cidade trabalhavam somente com equipes até a idade de 16 anos, e que muitos jovens, a partir desta idade, com potencial, tinham que sair da cidade para treinar e competir por cidades vizinhas. Assim nascia o Petrópolis Esporte Clube. 
Petrópolis é uma cidade com aproximadamente 400 mil habitantes, na região serrana do estado do Rio de Janeiro, distante da capital apenas 60 km.
O clube tem alguns pontos fundamentais. A exigência é pelo trabalho e pelo profissionalismo, não somente pelos resultados.
Com o Ginásio da Universidade Católica de Petrópolis sempre cheio, as equipes visitantes elogiam a cordialidade e o espírito de incentivo dos petropolitanos.
De 2005 à 2007 utilizou na Liga Brasileira de Futsal o nome de Poker/Petrópolis/Ikinha, e desde 2008 utiliza o nome Poker/PEC.